# سرعة متجهة
السرعة المتجهة هي المسافة التي يقطعها الجسم في وحدة الزمن وهي قيمة متجهة، أي تتميز باتجاه معين. هذه خاصية هامة للسرعة. أولا السرعة لها قيمة معينة تقاس المتر/ثانية أو كيلومتر/ساعة، وثانيا نميز اتجاه السرعة في الرياضيات بسهم لتسهيل الحسابات.

## أنواع السرعة المتجهة
تمثل السرعات المتجهة بأسهم تتناسب أطوالها مع مقدار السرعة، ويتخذ اتجاه السهم اتجاه السرعة. انظر الشكل : السرعة a والسرعة المساوية في عكس الاتجاه -a، وضعف السرعة 2a وفي نفس اتجاه السرعة a.
هناك نوعين من السرعة:
- سرعة خطية = المسافة/الزمن وحدتها (متر/الثانية)أو(ميل/الثانية).
- سرعة زاوية أو سرعة دورانية: عدد دورات/الزمن وحدتها (دورة/ثانية).

وتختلف طريقة قياس الوحدة المستخدمة في الزمن طبقا للنظامين العالمي (المتري) والإنجليزي. فمثلا في دولة المغرب مقياس السرعة هو بالكيلومتر لكل ساعة (نظام الوحدات الدولي) أما في الولايات المتحدة الأمريكية فهي بالميل لكل ساعة (النظام الإنجليزي). ويجب معرفة الفرق بين الميل والكيلومتر لمعرفة كيفية المقارنة بين السرعتين.
فمثلاً، قطعت سيارة مسافة 100 كيلو متر خلال 30 دقيقة، وسرعة السيارة = المسافة بالكيلومتر/الزمن بالساعات سرعة السيارة = 100 / 0.5، إذاً سرعة السيارة هي 200 كيلومتر لكل ساعة.

### السرعة المتوسطة
السرعة المتوسطة فهي المسافة الكلية التي يجتازها جسم مقسومة على مدة اجتيازه هذه المسافة ووحدتها متر /ثانية.

## التسارع
- والسرعة غير العجلة أو التسارع حيث التسارع هو كل تغيّر في مقدار السرعة أو في اتجاهها خلال وحدة زمنية.
- وحدة العجلة: (متر/ثانية) /ثانية أي متر في الثانية المربعة، أو (كيلومتر/ساعة)/ساعة أي كيلومتر في الساعة المربعة.

## اقرأ أيضا
- متجهة
- تسارع
- القوة g
- دلتا v